# Pleasant Hill (Pennsylvanie)
Pleasant Hill est une census-designated place située dans le comté de Lebanon, dans l’État de Pennsylvanie, aux États-Unis. Lors du recensement de 2020, elle compte 2 926 habitants.